# 1761 en science
| Années de la science : 1758 - 1759 - 1760 - 1761 - 1762 - 1763 - 1764    |
| Décennies de la science : 1730 - 1740 - 1750 - 1760 - 1770 - 1780 - 1790 |

Cet article présente les faits marquants de l'année 1761 en science.

## Événements
- 14-24 février : dans ses Lettres à une princesse d'Allemagne (lettres 102 à 105, volume II, publié en 1768) Leonhard Euler utilise des courbes fermées, devenues les diagrammes d'Euler, pour illustrer le raisonnement par syllogisme[1],[2].

- 6 juin :

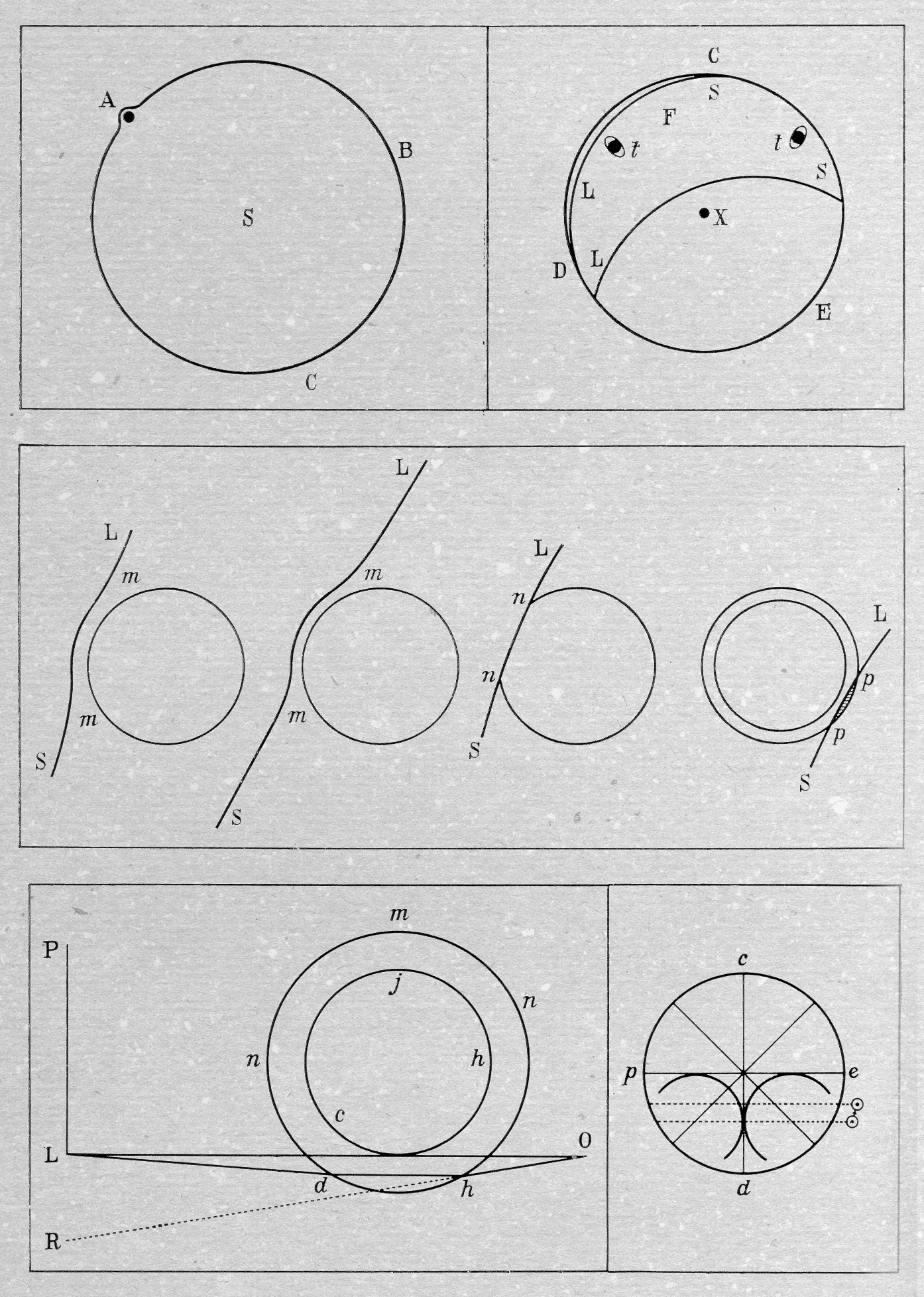
Dessin de Mikhaïl Lomonossov montrant le chemin des rayons du Soleil subissant une réfraction dans l'atmosphère de Vénus.

  - le premier transit de Vénus depuis qu'Edmond Halley a émis l'idée que son observation peut permettre de déterminer la distance de la Terre au Soleil. Joseph-Nicolas Delisle organise un réseau de 62 stations pour observer le transit[3]. Participent à ce projet : Nathaniel Bliss à l'Observatoire royal de Greenwich, Joseph de Lalande à Paris, Tobias Mayer à Göttingen, César Cassini de Thury à Vienne, Nevil Maskelyne à Sainte-Hélène, Jeremiah Dixon et Charles Mason en Afrique du Sud, John Winthrop à Terre-Neuve, Alexandre Guy Pingré à l'île de Rodrigues et Jean-Baptiste Chappe d'Auteroche en Sibérie. Pour diverses raisons les données recueillies n'étaient pas satisfaisantes, et il faut attendre le transit suivant en 1769 pour avoir des données satisfaisantes.
  - Mikhail Lomonosov lui aussi observe le transit de Vénus et met pour la première fois en évidence que la planète a une atmosphère[4].
- 17 juillet : ouverture du canal de Bridgewater, réalisé par James Brindley, engagé par le duc de Bridgewater pour transporter le charbon à Manchester depuis les mines du duc à Worsley[5].
- 4 août : l'écuyer Claude Bourgelat crée la première école vétérinaire au monde, à la suite d'un arrêt du Conseil d'État sous Louis XV. L’école se situe à la Guillotière à Lyon, donnant ainsi naissance à la profession vétérinaire. Les premiers élèves arrivent le 1er janvier 1762[6].

- Le savant britannique Joseph Black découvre vers 1761-1762 que la glace absorbe la chaleur sans changer de température pendant qu'elle fond (phénomène de la chaleur latente). En 1764, il mesure la chaleur latente de la vapeur[7].
- Matthew Boulton ouvre la manufacture de Soho (en), près de Birmingham. Elle est dotée d'une usine hydraulique pour produire de la quincaillerie, emploie plus de six cents ouvriers et utilise pour la première fois le concept de chaîne de production[8].

## Publications
- Leonhard Euler : Lettres à une princesse d'Allemagne, première livraison[9] ; cet ouvrage de vulgarisation de la cosmologie est écrit en français, langue de l'aristocratie et langue de la science à l'époque. Euler y introduit les diagrammes qui portent son nom.
- Louis Gérard : Flora Gallo-Provincialis, première flore qui  suit une classification naturelle[10].
- Jean-Henri Lambert : Mémoire sur quelques propriétés remarquables des quantités transcendentes, circulaires et logarithmiques ; preuve de l'irrationalité du nombre π[11].
- Johan Gottschalk Wallerius : Agriculturae fundamenta chemica (Les fondements chimiques de l'agriculture ; titre original : Åkerbrukets chemiska grunder).

## Naissances

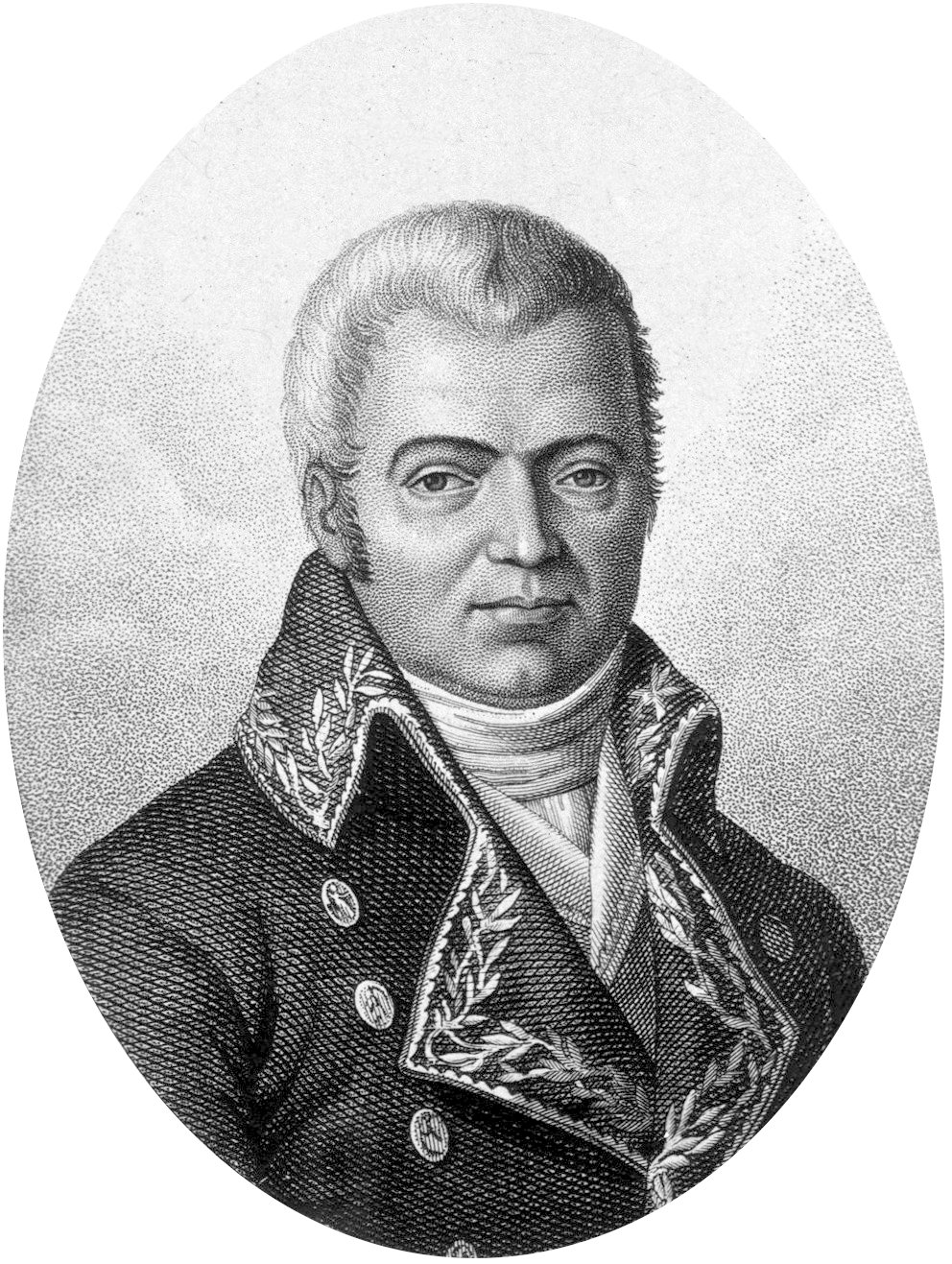
Pierre Marie Auguste Broussonet

- 17 janvier : James Hall (mort en 1832), géologue et physicien écossais.
- 19 janvier : Pierre Marie Auguste Broussonet (mort en 1807), naturaliste et médecin français.
- 1er février : Christian Hendrik Persoon (mort en 1836), mycologue sud-africain.
- 4 février : Blasius Merrem (mort en 1824), zoologiste allemand.
- 5 février : François Marie Quenot, astronome français.
- 14 février : Luigi Valentino Brugnatelli (mort en 1818), médecin et chimiste italien.
- 23 février : Louis-Benjamin Fleuriau de Bellevue (mort en 1852), géologue français.
- 11 mai : Karl Borromäus von Harrach (mort en 1829), médecin autrichien.
- 7 juin : John Rennie (mort en 1821), ingénieur écossais.
- 31 juillet : Bertrand Pelletier (mort en 1797), pharmacien et chimiste français.
- 27 octobre : Matthew Baillie (mort en 1823), pathologiste écossais.
- 30 novembre : Smithson Tennant (mort en 1815), chimiste anglais, découvreur de l'iridium et de l'osmium.
- 9 décembre : Pierre Périaux (mort en 1836), mathématicien autodidacte et imprimeur français.
- 21 décembre : Jean-Louis Pons (mort en 1831), astronome français, découvreur de 37 comètes.
- 25 décembre : William Gregor (mort en 1817), minéralogiste britannique, découvreur du titane.

## Décès

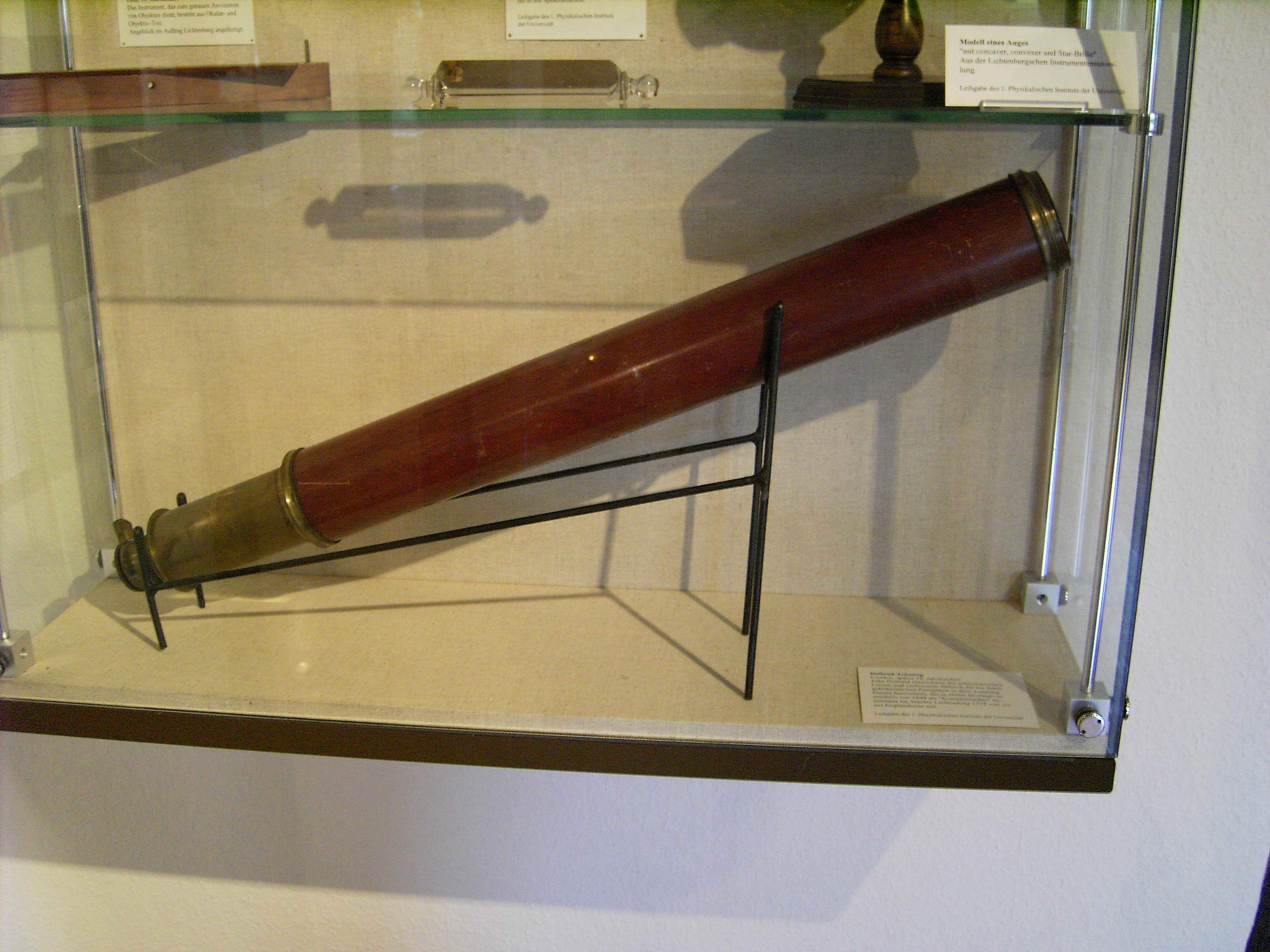
Télescope Dollond exposé à Göttingen, Allemagne

- 4 janvier : Stephen Hales (né en 1677), physiologiste, chimiste et inventeur britannique.
- 18 janvier : François Xavier Bon de Saint Hilaire (né vers 1678), naturaliste français[12].
- 21 mars : Pierre Fauchard (né vers 1678), dentiste français, considéré comme le père de l'odontologie moderne.
- 7 avril : Thomas Bayes (né vers 1702), mathématicien britannique, auteur du Théorème de Bayes en probabilité.
- 14 mai : Thomas Simpson (né en 1710), mathématicien britannique, auteur de la Méthode de Simpson pour le calcul numérique d'une intégrale.
- 10 juin : Carl Fredrik Adler (né en 1720), médecin et botaniste suédois.
- 8 septembre : Bernard Forest de Bélidor (né en 1698), ingénieur militaire et mathématicien français.
- 19 septembre : Pieter van Musschenbroek (né en 1692), physicien néerlandais.
- 15 novembre : Giovanni Poleni (né en 1683), mathématicien et physicien italien.
- 30 novembre : John Dollond (né en 1706), opticien anglais qui a travaillé sur la correction de l'aberration chromatique.

- Pierre Martel (né en 1702), opticien et mathématicien genevois.